# If vára
If vára (franciául: Château d’If), a Földközi-tenger azonos nevű szigetén áll, Marseille kikötője mellett. Hírnevét a Monte Cristo grófja című regénynek köszönheti, amelynek főhőse ebben a várban raboskodott. Ma a város egyik jelentős turisztikai látványossága.

## Története
A sziget a 16. századig teljesen lakatlan volt. A vár a 16. század elején I. Ferenc parancsára épült fel. Az épületet 1528-tól kezdve évszázadokon keresztül, kizárólag börtönként használták. 
Itt raboskodott Edmond Dantès, a Monte Cristo grófja című regény főhőse. Id. Alexandre Dumas regénye szerint Dantèst életfogytiglan börtönbüntetésre ítélték a szigeten lévő várbörtönben. 13 évig tervezte a szökését, mígnem sikerrel járt. Később grófi címhez jutott, és megvásárolta a szigetet. A történet 2002-es feldolgozását is itt forgatták.
Napjainkban már turisták látogatják a szigetet. A várat helyreállították és korlátokat, ajtókat szereltek fel, így könnyítve a közlekedést. Az igazán elszánt turistáknak lehetőségük van éjszakánként körülbelül 600 euróért egy 500 éves cellában aludni.